# Karol Sembrzycki
Karol Sembrzycki, także Zembritzki, kryptonim K.S. (ur. 6 listopada 1823 w Kruklankach koło Giżycka, zm. 6 maja 1886 w Królewcu) – folklorysta mazurski, poeta, nauczyciel.

## Życiorys
Rodzina Sembrzyckich, nosząca pierwotnie nazwisko Zembrzyccy, wywodziła się z Mazowsza. Ojciec Karola Sembrzyckiego pracował jako robotnik rolny; posiadał polskie książki (m.in. Biblię i kancjonał) i nauczył syna języka polskiego. Dalszą naukę Sembrzycki zawdzięczał pastorowi Jakubowi J. Sternowi, który skierował go do seminarium nauczycielskiego. Po jego ukończeniu młody nauczyciel podjął pracę najpierw w Mieruniszkach koło Olecka, a w 1854 w Olecku.
Sembrzycki znał francuski i łacinę, interesował się filozofią, gromadził książki; miał w zbiorach dzieła polskich romantyków, prace Kanta i Rousseau. Utrzymywał kontakty z Polakami w Królestwie Polskim, dokąd odbył kilka podróży. W języku polskim pisał wiersze, kilka z nich ogłosił w "Kalendarzu Królewsko-Pruskim Ewangelickim" Marcina Gerssa (m.in. Oracz pod dębem spoczywający, 1868; O pasterzu co nad zającem dumał, 1872). Publikował ponadto w tygodniku "Mazur", wydawanym w Ostródzie i redagowanym przez syna Jana Karola Sembrzyckiego. Wspierał aktywnie syna w akcji propagowania polskiej literatury na Mazurach i w styczniu 1883 otworzył w swoim oleckim mieszkaniu biblioteczkę wielkopolskiego Towarzystwa Czytelni Ludowych. W 1865 Centralny Komitet do Spraw Misji Wewnętrznej (Innere Mission) w Berlinie kierował do niego zapytania odnośnie do sytuacji wyznaniowej i społecznej ludności mazurskiej. 
W 1861 wydał w Olecku własnym sumptem opracowanie Powieści i pieśni dla Mazurów. Gromadził pieśni mazurskie, większość ze zbioru 200 spisanych pieśni przekazał w 1884 folkloryście działającemu w Petersburgu Józefowi Gąsiorowskiemu. Wykorzystywał je do swoich badań także znany etnograf z Królewca Hermann Frischbier, a część materiałów, za pośrednictwem Jana Karola Sembrzyckiego, trafiła do Oskara Kolberga.
Od 1854 żoną Sembrzyckiego była córka organisty i nauczyciela w Olecku, Aurelia Dziobek-Dziobkowska; oprócz syna Jana Karola z małżeństwa tego urodził się drugi syn Filip, nauczyciel. Imię Karola i Jana Karola Sembrzyckich upamiętnia jedna z ulic Olecka.